# Elektronisches Rezept
Das elektronische Rezept, auch E-Rezept, ist eine papierlose Form der Verordnung von Arznei- und Heilmitteln.  Die Informationen zum Rezept werden dabei vom Verschreibenden auf ein Trägermedium oder ein zentrales Informationssystem geschrieben und können in Folge von Partnern im Gesundheitssystem ausgelesen und weiterverarbeitet werden.

## Deutschland

### Funktion
Das E-Rezept soll für gesetzlich Krankenversicherte die klassischen, papierbasierten Verschreibungen von Arznei- und Heilmitteln (Muster 16, „rosa Formular“) ersetzen. In Deutschland wurde es zum Jahresanfang 2024 verpflichtend eingeführt.
Optional könnten auch Verordnungen zulasten der Unfallversicherung und Privatrezepte („blaues Formular“) digitalisiert werden. In Deutschland gibt es mit der Telematik bereits ein geschütztes Netzwerk (ähnlich einem VPN), das die Anbieter (Praxen, Krankenhäuser, Apotheken) und Kostenträger verbindet. Nach dem Stammdatenabgleich und der elektronischen Arbeitsunfähigkeitsbescheinigung ist das E-Rezept die dritte Telematik-Anwendung, die vom Gesetz- und Verordnungsgeber durchgesetzt wird.
Ärzte sollen die Informationen zum Rezept mithilfe der Praxisverwaltungssoftware erzeugen, mit ihrem elektronischen Heilberufsausweis signieren und über die Telematik auf ein zentrales Informationssystem senden, wo Apotheker und andere Leistungserbringer sie auslesen und weiterverarbeiten können. Die Leistungen sollen auf dem gleichen Weg gegenüber den Kostenträgern quittiert werden. 
Die Patienten können das E-Rezept vom Arzt elektronisch erhalten oder ersatzweise einen Ausdruck mit einem DataMatrix-Code. Das E-Rezept kann von den Apotheken per Versicherungskarte oder vom Ausdruck gelesen werden. Mit einer speziellen Smartphone-App ist das ebenfalls möglich, darüber hinaus kann der Patient die verordneten Medikamente aber auch zur Abholung bestellen oder, wenn angeboten, liefern lassen.
Wo das E-Rezept nicht möglich ist, etwa bei Hausbesuchen, kann weiter das Papierformular verwendet werden. Sonderrezepte (Betäubungsmittelrezepte, T-Rezepte) oder Heilmittelverordnuungen und Digitale Gesundheitsanwendungen (DIGA) sind weiterhin auf Papier auszustellen.

### Einführungsverlauf

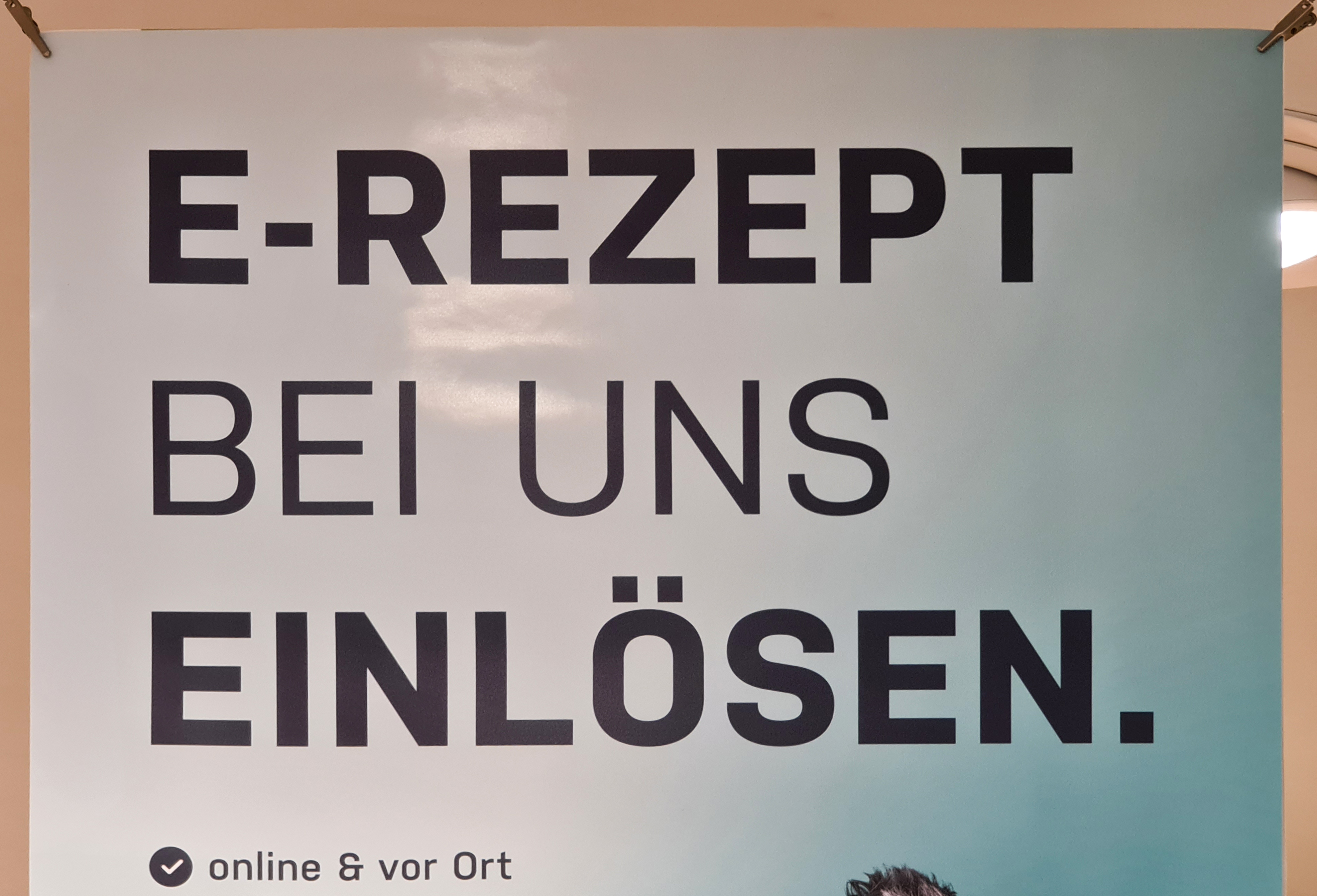
Diese Apotheke bietet Einlösen von E-Rezepten ab 2023 an

Erste Praxistests gab es 2002. Gesetzliche Grundlage für das E-Rezept wie auch alle anderen Telematikanwendungen wurde das von der damaligen Gesundheitsministerin Ulla Schmidt vertretene GKV-Modernisierungsgesetz von 2004 (§ 300ff SGB V). Aufgrund von Sicherheitsbedenken im Zusammenhang mit den hochsensiblen persönlichen Gesundheitsdaten und fehlender Unterstützung durch die wichtigsten Akteure (ärztliche Selbstverwaltung, Apothekenverbände) hat sich die Einführung oft verzögert.
Das E-Rezept wurde mit dem 2019 in Kraft getretenen Gesetz für mehr Sicherheit in der Arzneimittelversorgung (GSAV) unter dem Gesundheitsminister Jens Spahn (CDU) wieder aufgegriffen und vorangetrieben. Die Gematik hat am 16. November 2020 in einem europaweiten Vergabeverfahren zur Einführung des E-Rezepts die IBM Deutschland GmbH mit der Entwicklung und dem Betrieb des Fachdienstes für das E-Rezept beauftragt.
Zum 1. Juli 2021 sollte das E-Rezept bundesweit starten; im Mai 2021 wurde dieses Ziel aufgegeben; stattdessen sollte es vorerst nur in der „Fokusregion“ Berlin-Brandenburg in einzelnen (ca. 50) Arztpraxen und nahegelegenen Apotheken getestet werden, tatsächlich startete das E-Rezept am 2. Juli mit simulierten Tests in einer einzelnen Arztpraxis und einer Apotheke. Die E-Rezept-App der Gematik stand dennoch pünktlich ab dem 1. Juli 2021 im Google-Play- bzw. Apple-App-Store und der Huawei AppGallery zum Herunterladen bereit; Ab 1. Januar 2022 sollte die Nutzung des E-Rezepts bundesweit für gesetzlich Versicherte für Arzneimittel verpflichtend werden; der Termin wurde erneut verschoben, nachdem sich herausstellte, dass im bisherigen Testbetrieb nur wenige dutzend E-Rezepte den Prozess durchlaufen hatten und viele Fragen ungeklärt waren.
Zum 1. Januar 2022 sollte das E-Rezept bundesweit eingeführt werden. Das Bundesministerium für Gesundheit (BMG) stoppte die Pläne hierfür nur zehn Tage zuvor vorerst. Mindestens 30.000 E-Rezepte sollen in der laufenden Testphase abgerechnet werden (bis Ende November 2021 waren es nach Aussage der KBV lediglich 42 Stück gewesen), bevor das E-Rezept bundesweit eingeführt werden solle, gab die Gematik am 27. Januar 2022 als Zielgröße bekannt.
Ende Mai 2022 einigten sich die Gesellschafter der Gematik darauf, dass Apotheken in Deutschland ab 1. September 2022 in der Lage sein sollen, E-Rezepte anzunehmen. In Schleswig-Holstein und Westfalen-Lippe sollten ab diesem Termin in Pilotpraxen und -krankenhäusern hochlaufend zu einem flächendeckenden Verfahren E-Rezepte ausgestellt werden; die Kassenärztliche Vereinigung Schleswig-Holstein ist jedoch wenige Tage vor dem Termin mit Verweis auf datenschutzrechtliche Bedenken ausgestiegen; somit verblieb vorerst nur die Region Westfalen-Lippe. Nachdem Anfang November 2022 sowohl die Kassenärztliche als auch die Kassenzahnärztliche Vereinigung Westfalen-Lippe die Einführung des E-Rezeptes bis auf weiteres ausgesetzt haben, gibt es in Deutschland (Stand: 3. November 2022) keine Pilotregion mehr. Die von der Gematik vorgelegte Spezifikation für den Abruf des E-Rezeptes über die Versichertenkarte war zuvor vom Bundesdatenschutzbeauftragten und dem Bundesamt für Sicherheit in der Informationstechnik (BSI) für nicht datenschutzkonform erklärt worden. Die Gematik hatte gehofft, dass die Datenschützer das Verfahren dennoch dulden – was sich nicht bewahrheitet hat. Dadurch wird sich die flächendeckende Einführung des E-Rezeptes weiter verzögern. Die vorgesehene Einführung zum Jahresbeginn 2023 wurde wegen Datenschutzverstößen abgebrochen, eine geplante Einführung zum 1. Juli 2023 konnte ebenfalls nicht verwirklicht werden.
Mit dem am 14. Dezember 2023 vom Deutschen Bundestag beschlossenen Gesetz zur Beschleunigung der Digitalisierung des Gesundheitswesens (kurz: Digital-Gesetz, DigiG, Bundestagsdrucksache 20/9048) wurde das elektronische Rezept für verschreibungspflichtige Medikamente zum Jahresanfang 2024 verpflichtend eingeführt. Seit dem 1. Januar 2024 sind Ärzte verpflichtet, für verschreibungspflichtige Arzneimittel bei gesetzlich Versicherten E-Rezepte auszustellen. Gesetzlich versicherte Patienten erhalten vom Arzt digital per App einen QR-Code. Personen, die die App nicht nutzen möchten oder kein Smartphone haben, können den QR-Code ausgedruckt bekommen oder ihre elektronische Gesundheitskarte für die Einlösung des Rezepts nutzen.
Antfang Dezember 2024, d. h. knapp 11 Monate nach der verpflichtenden Einführung des elektronischen Rezepts waren knapp 500 Millionen E-Rezepte eingelöst worden.
Perspektivisch soll das E-Rezept auch auf weitere Gesundheitsleistungen der deutschen Krankenkassen ausgeweitet werden. Das E-Rezept im Bereich der Heilmittelerbringer soll in Deutschland ab 2027 eingeführt werden.

### Vor- und Nachteile
Beim klassischen Rezept sind Übertragungsfehler möglich, etwa durch nicht oder schlecht lesbare Handschrift, durch mangelnde Druckqualität, Überlagerung des Stempels oder durch mechanische Beschädigung des Papierrezepts. Das elektronische Rezept vermeidet diese Fehlerquellen. Papierbasierte Rezepte können mit vertretbaren Mitteln gefälscht werden, z. B. indem Mittel und Mengen geändert oder ein Kreuz bei „Zuzahlungsbefreiung“ gesetzt wird. Eine digitale Verschreibung und Signatur verhindert solche einfachen Manipulationen zuverlässig.
Die Online-Bestellung von Arzneimitteln wird vereinfacht, Medienbrüche dabei verhindert. Die Abrechnung der Apotheken mit den Krankenkassen beschleunigt sich, indem die Belege elektronisch eingereicht (bzw. auf die für die Kasse sichtbaren Rezeptdaten verwiesen) werden können.
Patienten, die ihre Versichertenkarte beim Arzt eingelesen haben, können sich im selben Quartal weitere Rezepte nach beispielsweise telefonischer Absprache ausstellen lassen (wenn der Arzt damit einverstanden ist). Die frühere Notwendigkeit, persönlich in der Praxis mit der Versichertenkarte erneut vorzusprechen, um ein Papierrezept abzuholen, entfällt. Dies ist ein großer Vorteil für gehbehinderte oder weit entfernt von der Arztpraxis wohnende Patienten. Zahlreiche Fahrten zur Arztpraxis, nur mit dem Zweck, ein Rezept abzuholen, werden dadurch überflüssig.
Ein E-Mail-Versand von Rezepten liegt außerhalb der Telematik, hat bisher keinen Ende-zu-Ende-Verschlüsselungsstandard und wurde daher für unzulässig erklärt.
Es könnte vor allem bei den Krankenkassen und bei großen Anbietern wie Versandapotheken finanzielles Einsparpotential in der Verwaltung geben. Archive werden digital günstiger, einige Portokosten entfallen. Dem stehen hohe Investitionskosten gegenüber. Zwar erhalten die Praxen und Apotheken für die Telematikanbindung selbst eine Kostenerstattung, doch verbleiben Kosten etwa für Updates der Verwaltungssoftware, Schulungen etc., die sie selbst zu tragen haben.
Der Aufwand, jedes Rezept elektronisch zu signieren, belastete in der Anfangsphase den Praxisalltag zeitlich, zumal eine angedachte Stapelsignatur vielfach noch nicht verfügbar war und bei mehreren Ärzten in einer Praxis die Arztausweise jeweils auszuwählen waren. Wenn es zu Verzögerungen beim Signieren der Rezepte kommt, liegt das e-Rezept in der Apotheke noch nicht vor, wenn der Patient es unmittelbar nach dem Arztbesuch abholen will.
Die Bundesvereinigung Deutscher Apothekerverbände warnte außerdem vor dem Missbrauch gespeicherter Rezeptdaten. Gesundheitsdaten sind eine begehrte Ware. Der Chaos Computer Club kritisiert, dass, anders als mit täuschenden Formulierungen suggeriert, das E-Rezept nicht Ende-zu-Ende-verschlüsselt ist und damit die zu 51 Prozent dem Staat gehörende Gematik auf einem riesigen Berg Daten sitzt. Man hätte das System auch so gestalten können, dass die Patienten einen selbst erzeugten Schlüssel für ihre Gesundheitsdaten sowie eine vollständige Version des E-Rezepts menschen- und maschinenlesbar in die Hand bekommen und nicht nur einen Link auf die zentral gespeicherte Vollversion des Rezepts. Eine solche dezentrale Lösung wäre zudem resilient gegen den Ausfall zentraler Dienste der Telematikinfrastruktur, wie zuletzt im Jahr 2020.
Das Papierrezept ist weiterhin als Ausweichlösung vorgesehen, beispielsweise beim Verlust der Karte, der Zerstörung oder Beschädigung der Karte, dem Ausfall der Computeranlage beim Arzt oder beim Apotheker etwa durch Schadsoftware, bei Notfallsituationen oder Hausbesuchen sowie zahlreichen anderen Situationen. Diese Notwendigkeit zweier Systeme kann zu mehr Bürokratie führen. Der Einspareffekt durch die vorwiegende Nutzung des elektronischen Rezepts überwiegt jedoch bei weitem.

## Österreich
Am 16. März 2020 gab der Dachverband der Sozialversicherungsträger aufgrund der COVID-19-Pandemie in Österreich vorzeitig Teile des Programmes für E-Rezepte frei, sodass sich Patienten notwendige Medikamente abseits von COVID-19-Erkrankungen telefonisch beim Arzt verschreiben lassen können und diese direkt in der Apotheke mittels e-card abgeholt werden können. Die chefärztliche Bewilligungspflicht wurde für die meisten Medikamente vorübergehend ausgesetzt. Gleichzeitig sind Arbeitsunfähigkeitsmeldungen nunmehr auch telefonisch möglich. Durch diese Maßnahmen soll der direkte Patientenkontakt auch bei den niedergelassenen Ärzten drastisch reduziert werden.

## Polen
Seit Anfang Januar 2020 wird in Polen das E-Rezept verpflichtend verwendet. Ein Rezept auf Papier ist nur in bestimmten Ausnahmefällen erlaubt und muss durch den Apotheker verpflichtend vollständig digitalisiert werden. Verantwortlich für das System ist das E-Gesundheitszentrum (Centrum e-Zdrowia, CeZ) des Ministeriums für Gesundheit in enger Zusammenarbeit mit dem Nationalen Gesundheitsfonds (Narodowy Fundusz Zdrowia, NFZ). Vor Erstellung eines E-Rezepts für den in Polen krankenversicherten Patienten muss sein Krankenversicherungsstatus erst online im NFZ geprüft und als „grün“ (gültig) deklariert werden, um dem Patienten zu ermöglichen, von den Festbeträgen der NFZ zu profitieren.
Der in einem anderen EU/EWR/Schweiz-Staat krankenversicherte Patient muss für diesen Zweck stattdessen dem Arzt seine gültige europäische Krankenversicherungskarte vorlegen. Bei deutschen Patienten ist diese auf der Rückseite ihrer elektronischer Gesundheitskarte vorhanden. Ein Patient aus dem Vereinigten Königreich muss für diesen Zweck seine gültige britische globale Krankenversicherungskarte vorlegen.
Der Patient mit einer zugeteilten polnischen Personennummer (PESEL) bekommt einen vierstelligen Code per SMS, E-Mail, eine von zwei mobilen Apps der Staatsregierung (mojeIKP und mObywatel) oder das Portal pacjent.gov.pl der Staatsregierung. Der Code kann auch mündlich, handschriftlich oder als Papierausdruck des E-Rezepts mit einem Strichcode vom Arzt mitgeteilt werden. Der Code muss zusammen mit der PESEL in der Apotheke verwendet werden. Statt beide Nummern dem Apotheker mündlich mitzuteilen, hat der Patient auch die Optionen, den Papierausdruck des E-Rezepts mit einem Strichcode oder den durch die Apps mojeIKP und mObywatel generierten QR-Code des E-Rezepts in der Apotheke zu zeigen. Dies hat den Vorteil hat, dass andere Kunden in der Apotheke die Personennummer PESEL nicht hören und sie später missbrauchen können.
Für ein Neugeborenes noch ohne zugeteilte eigene PESEL wird stattdessen die PESEL der Mutter verwendet. Ein Patient ohne zugeteilte PESEL, der kein Neugeborenes ist (typischerweise ein Ausländer weder mit polnischem Aufenthaltstitel noch polnischer Sozialversicherung, Krankenversicherung oder Besteuerung) muss hingegen dem Arzt sein Geburtsdatum, sein Geschlecht, seine Staatsbürgerschaft, die Reisepass- oder Personalausweisnummer (nur EU/EWR/Schweiz) mitteilen. Solch ein Patient bekommt in jedem Fall den Papierausdruck des E-Rezepts mit einem Strichcode, aber ohne den vierstelligen Code.
Es ist möglich, das Rezept in jeder beliebigen Apotheke einzulösen. Ein Vorläufer des E-Rezepts wurde im Jahre 2011 im Rahmen der in einer Kreisstadt durchgeführten Pilotstudie getestet.